# Понгіто рудоволий
Понгіто рудоволий (Grallaricula ferrugineipectus) — вид горобцеподібних птахів родини Grallariidae.

## Поширення
Вид поширений у прибережних горах на півночі Венесуели та в Андах Колумбії. Населяє підліски гірських узліссів на висоті від 600 до 2200 м над рівнем моря.

## Підвиди
- Grallaricula ferrugineipectus ferrugineipectus (P.L. Sclater, 1857) — північ Колумбії (Сьєрра-Невада-де-Санта-Марта) та північ і захід Венесуели (прибережні гори та Анди від південної Лари на південь до центральної Мериди).
- Grallaricula ferrugineipectus rara Hellmayr & Madarász, 1914 — Сьєрра-де-Періха, а також східні Анди в Колумбії на західному схилі (у Кундинамарці) і, ймовірно, на східному схилі (у Норте-де-Сантандер).